# فروتنی نمایشی

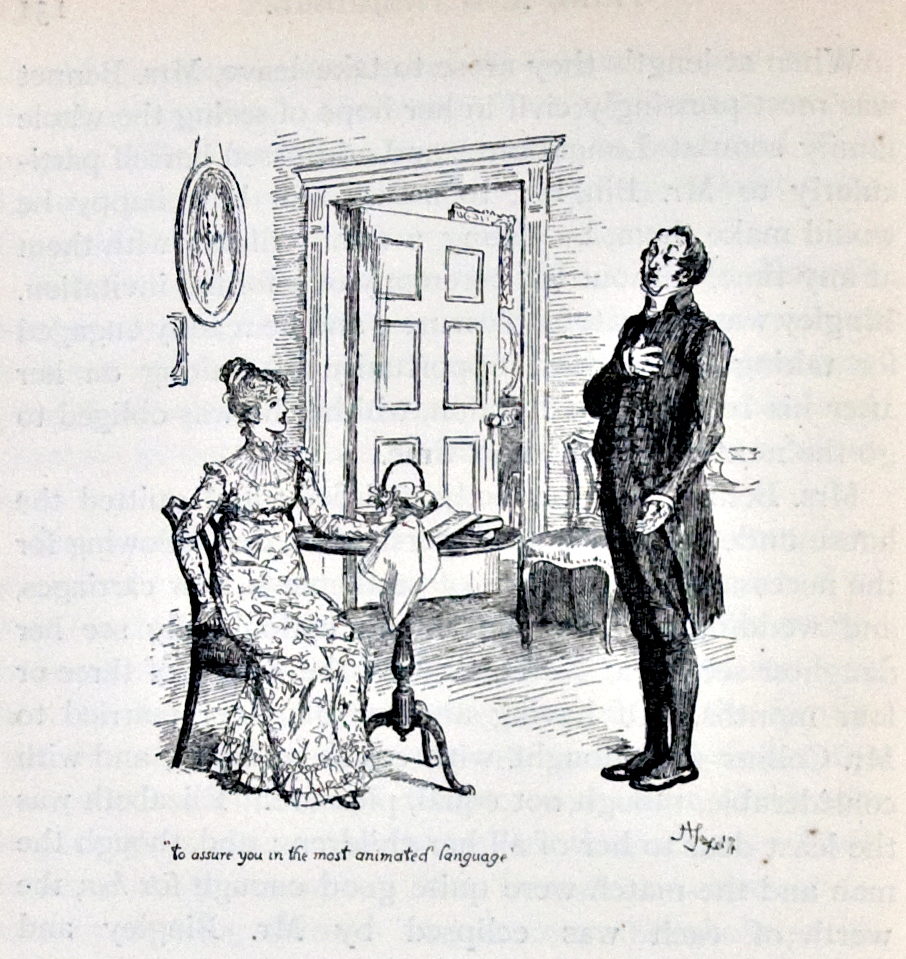
آقای کالینز در حال نمایش فروتنی اغراق‌آمیز — تصویری از رمان غرور و تعصب اثر جین آستن. شخصیت آقای کالینز اغلب به‌عنوان نمونه‌ای ادبی از فروتنی ساختگی یاد می‌شود، چرا که فروتنی نمایشی را با خودبزرگ‌بینی در هم می‌آمیزد.

فروتنی ساختگی یا تواضعِ نمایشی (به انگلیسی: False humility) به نمایش فروتنی‌ای گفته می‌شود که صادقانه نبوده یا به‌طور راهبردی برای مقاصدی مانند دستکاری روان‌شناختی، خودنمایی یا کسب تأیید اجتماعی به کار می‌رود. در حالی‌که فروتنی واقعی نشان‌دهنده نگرشی متواضعانه نسبت به خود است، فروتنی ساختگی معمولاً نوعی غرور پنهان، منافع شخصی یا میل به ستایش را پنهان می‌سازد.

## دیدگاه روان‌شناختی
در روان‌شناسی، فروتنی ساختگی می‌تواند به‌عنوان نوعی سازوکار دفاعی یا شیوه‌ای از مدیریت تأثیرگذاری تعریف شود. برخی افراد از این شیوه برای پنهان‌کردن ویژگی‌های خودشیفته‌وار یا جلب حمایت اجتماعی در حالی‌که از خودمحوری مستقیم پرهیز می‌کنند، استفاده می‌کنند.
این پدیده با اصطلاحی به نام لاف‌فروتنی نیز پیوند دارد که نوعی خودستایی پنهان در قالب فروتنی است. پژوهش‌ها نشان داده‌اند که این رفتار معمولاً نتیجه‌ای منفی دارد و موجب ارزیابی منفی از سوی دیگران می‌شود.
از دیدگاه خودشیفتگی، فروتنی ساختگی می‌تواند نوعی پوشش محافظ برای عظمت‌طلبی باشد؛ ابزاری برای کسب تحسین یا کنترل روابط اجتماعی.
نگاهی گسترده‌تر این پدیده را نوعی راهبرد در مدیریت تأثیر می‌داند که با هدف ارتقاء موقعیت اجتماعی و پنهان‌کردن انگیزه‌های خودمحورانه صورت می‌گیرد. این رفتار به‌ویژه در محیط‌های مدیریتی و سازمانی رایج است؛ جایی که «فروتنی راهبردی» برای ایجاد تصویری اخلاق‌مدار یا مردمی به‌کار می‌رود.

## دیدگاه جامعه‌شناختی
از نگاه جامعه‌شناسی، فروتنی ساختگی را می‌توان نوعی رفتار نمایشی دانست که تحت تأثیر هنجارها و انتظارات فرهنگی شکل می‌گیرد. در محیط‌هایی با رقابت زیاد یا حساسیت نسبت به منزلت اجتماعی، افراد ممکن است موفقیت‌های خود را عمداً کم‌اهمیت جلوه دهند تا هم با معیارهای فروتنی هماهنگ شوند و هم جایگاه اجتماعی خود را به رخ بکشند.
مثالی ادبی از این پدیده را می‌توان در رمان غرور و تعصب اثر جین آستن دید. شخصیت‌هایی مانند آقای کالینز نمونه‌ای از فروتنی سطحی همراه با خودبزرگ‌بینی پنهان هستند؛ حالتی که نشان می‌دهد چگونه تواضع ساختگی می‌تواند ابزاری برای حفظ یا تثبیت موقعیت اجتماعی باشد.
رواج اصطلاح هامبل براگ به معنی تقریبی لاف فروتنی در عصر دیجیتال نقش مهمی در آگاهی‌بخشی دربارهٔ این پدیده ایفا کرده است. این اصطلاح را کمدین و نویسنده آمریکایی هریس ویتلز ابداع کرد. او آن را نخست در شبکه‌های اجتماعی به‌کار برد و سپس در سال ۲۰۱۲ در کتابی با عنوان فروتنی: هنر فروتنی کاذب گسترش داد. ویتلز نشان داد که چگونه افراد با فروتنیِ نمایشی به‌دنبال خودستایی و جلب توجه هستند.

## برخی نشانه‌ها
بر اساس برخی منابع، نشانه‌های رایج فروتنی ساختگی ممکن است شامل موارد زیر باشند:
- انکار تعریف دیگران همراه با پذیرش پنهانی آن
- تأکید بیش از حد بر ناتوانی‌های جزئی با هدف کسب تحسین
- تواضع ظاهری در کنار رفتارهای خودمحورانه
- تلاش برای پنهان‌کردن موفقیت‌ها در حالی‌که به‌طور ضمنی برجسته‌شان می‌کنند
- استفاده از زبان فروتنانه در حالی‌که نیت آن جلب توجه است

## مفاهیم مرتبط
- لاف‌فروتنی
- فروتنی راهبردی
- ترویج
- سوگیری مطلوبیت اجتماعی
- فضیلت‌فروشی